# Tribulus eichlerianus
Tribulus eichlerianus är en pockenholtsväxtart som beskrevs av Karen Louise Wilson. Tribulus eichlerianus ingår i släktet tiggarnötter, och familjen pockenholtsväxter. Inga underarter finns listade i Catalogue of Life.